# Ruta T-350
La ruta T-350 es una ruta que abarca la región de Los Ríos en el sur de Chile. La ruta se inicia en Valdivia (Calle Los Lingues; Isla Teja) y finaliza en Curiñanco. Toda la ruta pertenece al proyecto Ruta Costera. La ruta atraviesa sectores importantes como Valdivia, Torobayo, Estancilla, Cutipay, Niebla, Los Molinos y Curiñanco. Entre Niebla y Curiñanco la ruta atraviesa amplias playas, entre ellas (De sur a norte), Niebla (Playas Chica, Grande y de los enamorados), Los Molinos, San Ignacio, Loncoyén, Centenilla, La Misión, Calfuco y Curiñanco. Antes la ruta estaba pavimentada hasta Centenilla (km 24), pero en el año 2016 empezó un proyecto de pavimentación entre Centenilla y Curiñanco. Actualmente la ruta está totalmente pavimentada desde Valdivia hasta Curiñanco. Además, en el kilómetro 14 está el terminal marítimo donde zarpan los transbordadores hacia Corral.
Esta ruta tiene alta demanda todo el año, debido a que hay demasiada gente que vive en la costa, además, en el verano hay una amplia cantidad de turistas que van a los atractivos y playas de la zona costera de Valdivia.

## Transporte público que pasa por la ruta
Las micros que pasan por la ruta son dos: La Línea 20T (Angachilla-Niebla) y la micro Expreso a la Costa (Valdivia-Curiñanco), además, en el kilómetro 14 hay un embarcadero donde salen las barcazas a Corral, Isla del Rey e Isla Mancera.

## Enlaces (Cruces)
Kilómetro 0: Valdivia; Isla Teja
Kilómetro 2: Torobayo (Enlace a T-340 hacia Curiñanco, Punucapa y Parque Oncol)
Kilómetro 3: Cervecería Kunstmann
Kilómetro 15: Niebla
Kilómetro 15,5: Cutipay (T-354)
Kilómetro 26: Los Pellines
Kilómetro 32: Torobayo, Punucapa, Valdivia (T-340) desde Curiñanco
Kilómetro 35: Pilolcura, Parque Oncol desde Curiñanco

## Puentes
Kilómetro 1: Puente Cruces
Kilómetro 5: Puente Estancilla
Kilómetro 8: Puente Cutipay
Kilómetro 17: Puente Seco
Kilómetro 18: Puente Los Molinos
Kilómetro 31: Puente Curiñanco (Estero Camposanto)